# MTV Europe Music Awards 2018
MTV EMAs 2018 — церемонія нагородження MTV Europe Music Awards, що відбулася 4 листопада 2018 року на Біскайя Арені (Виставковий центр Більбао) в Баракальдо, неподалік від Більбао, Країна Басків, Іспанія. Ведучою церемонії стала Гейлі Стайнфельд. Це втретє Іспанія організувала церемонію нагородження.
Каміла Кабелло була номінована на 6 нагород, а Аріана Ґранде та Post Malone номіновані по п'ять разів. Кабелло здобула перемогу у чотирьох номінаціях, ставши найтитулованішим артистом церемонії.
Разом з EMA було організовано MTV Music Week, що проходив з 29 жовтня по 3 листопада в різних містах по всій провінції Біскайя. Головний концерт цього шоу, що є частиною MTV World Stage, відбувся 3 листопада на стадіоні Сан-Мамес, хедлайнерами якого стали Muse та Crystal Fighters.

## Виступи

### Розігрів
| Виконавець | Пісня     |
| Розігрів   | Розігрів  |
| ---------- | --------- |
| Софія Реєс | «1, 2, 3» |

### Головне шоу
| Артист                    | За участі           | Пісня                                        |
| ------------------------- | ------------------- | -------------------------------------------- |
| Нікі Мінаж                | Нікі Мінаж          | «Good Form»                                  |
| Little Mix                | Нікі Мінаж          | «Woman Like Me»                              |
| Panic! at the Disco       | Panic! at the Disco | «High Hopes»                                 |
| Розалія                   | Розалія             | «De Aquí No Sales» «Malamente»               |
| Гейлі Стайнфельд          | Гейлі Стайнфельд    | «Back to Life»                               |
| Muse                      | Muse                | «Pressure» (Знято на Сан-Мамес)              |
| Джанет Джексон            | Джанет Джексон      | «Made for Now» «Rhythm Nation» «All For You» |
| Бібі Рекса                | Бібі Рекса          | «I'm a Mess»                                 |
| Голзі                     | Голзі               | «Without Me»                                 |
| Джейсон Деруло Давід Гета | Нікі Мінаж          | «Goodbye»                                    |
| Алессія Кара              | Алессія Кара        | «Trust My Lonely»                            |
| Jack & Jack               | Jack & Jack         | «No One Compares to You» «Rise»              |
| Marshmello                | Енн-Марі Bastille   | «Friends» «Happier»                          |

## Учасники шоу
- Майкл Пенья та Дієго Луна[8] — оголошення Найкращого виконавця
- Дуа Ліпа — оголошення Розалія
- Деббі Раян[10] — оголошення Найкращої пісні
- Ліндсі Лоан[10] — оголошення Найкращого електронного проекту
- Террі Крюс[7] — оголошення Muse
- Ешлі Сімпсон та Еван Росс[en][10] — оголошення Найкращого поп-виконавця
- Джордан Данн та Террі Крюс[7] — оголошення Найкраще відео
- Anitta та Софія Реєс[10][7] — оголошення Найкращого хіп-хоп виконавця
- Каміла Кабелло та Джейсон Деруло — оголошення Ікони світового масштабу

## Переможці та номінанти
Переможців виділено Жирним

### Найкраща пісня
- Аріана Ґранде — «No Tears Left to Cry»
- Бібі Рекса (за участі Florida Georgia Line[en]) — «Meant to Be[en]»
- Каміла Кабелло (за участі Young Thug) — «Havana»
- Дрейк — «God's Plan[en]»
- Post Malone (за участі 21 Savage) — «Rockstar»

### Найкраще відео
- Аріана Ґранде — «No Tears Left to Cry»
- Каміла Кабелло (за участі Young Thug) — «Havana»
- Childish Gambino — «This Is America[en]»
- Lil Dicky (за участі Кріса Брауна) — «Freaky Friday[en]»
- The Carters — «Apeshit»

### Найкращий виконавець
- Аріана Ґранде
- Каміла Кабелло
- Дрейк
- Дуа Ліпа
- Post Malone

### Найкращий новий виконавець
- Енн-Марі
- Баззі[en]
- Cardi B
- Гейлі Кійоко
- Джессі Реєз[en]

### Найкращий поп-виконавець
- Аріана Ґранде
- Каміла Кабелло
- Дуа Ліпа
- Гейлі Стайнфельд
- Шон Мендес

### Найкращий хіп-хоп виконавець
- Дрейк
- Eminem
- Migos
- Нікі Мінаж
- Тревіс Скотт

### Найкращий рок-виконавець
- 5 Seconds of Summer
- Foo Fighters
- Imagine Dragons
- Muse
- U2

### Найкращий альтернативний виконавець
- Fall Out Boy
- Panic! at the Disco
- The 1975
- Thirty Seconds to Mars
- Twenty One Pilots

### Найкращий електронний проект
- Кельвін Гарріс
- Давід Гета
- Marshmello
- Мартін Гаррікс
- The Chainsmokers

### Найкращий концертний виконавець
- Ед Ширан
- Muse
- P!nk
- Шон Мендес
- The Carters

### Найкращий Push-виконавець
- PRETTYMUCH[en]
- Why Don't We
- Грейс Вандерваль[en]
- Бішоп Бріґґз
- Superorganism[en]
- Джессі Реєз[en]
- Гейлі Кійоко
- Lil Xan
- Зіґрід[en]
- Chloe x Halle[en]
- Баззі[en]
- Джорджа Сміт

### Найкращий виконавець проекту "Worldstage"[en]
- Clean Bandit
- Charli XCX
- Давід Гета
- Джейсон Деруло
- Post Malone
- Migos
- J. Cole
- Нік Джонас
- Алессія Кара

### Найкращий образ
- Cardi B
- Дуа Ліпа
- Migos
- Нікі Мінаж
- Post Malone

### Найкращі фанати
- BTS
- Каміла Кабелло
- Селена Гомес
- Шон Мендес
- Тейлор Свіфт

### Ікона світового масштабу[en]
- Джанет Джексон[11]

### Зміна покоління[en][12]
- Sonita Alizadeh
- Hauwa Ojeifo
- Xiuhtezcatl «X» Martinez
- Mohamad Al Jounde
- Ellen Jones

## Регіональні номінації
Переможців виділено Жирним

### Європа

#### Найкращий британський-ірландський виконавець[en]
- Енн-Марі
- Джордж Езра
- Little Mix
- Stormzy
- Дуа Ліпа

#### Найкращий данський виконавець[en]
- Soleima
- Skinz[en]
- Bro[en]
- Sivas[en]
- Scarlett Pleasure

#### Найкращий фінський виконавець[en]
- SANNI
- Евеліна[en]
- Мікал Габріель[en]
- JVG[en]
- Нікке Анкара[en]

#### Найкращий норвезький виконавець[en]
- Алан Вокер
- Kygo
- Astrid S[en]
- Зіґрід[en]
- Tungevaag & Raaban[en]

#### Найкращий шведський виконавець[en]
- Avicii
- Axwell & Ingrosso[en]
- Беньямін Інгроссо
- Фелікс Сандман
- First Aid Kit[en]

#### Найкращий німецький виконавець[en]
- Bausa[en]
- Feine Sahne Fischfilet[en]
- Майк Зінгер[en]
- Namika
- Samy Deluxe[en]

#### Найкращий голландський виконавець[en]
- Маан[en]
- $hirak
- Ронні Флекс
- Naaz
- Bizzey[en]

#### Найкращий бельгійський виконавець[en]
- Dimitri Vegas & LIke Mike
- Емма Бейл[en]
- Angèle
- Warhola
- DVTCH NORRIS

#### Найкращий швейцарський виконавець[en]
- Zibbz
- Lo & Leduc[en]
- Hecht
- Loco Escrito
- Pronto

#### Найкращий французький виконавець[en]
- Луан
- Dadju[en]
- Vianney[en]
- OrelSan[en]
- BigFlo & Oli[en]

#### Найкращий італійський виконавець[en]
- Annalisa[en]
- Ghali[en]
- Calcutta
- Liberato[en]
- SHADE

#### Найкращий іспанський виконавець[en]
- Belako
- Brisa Fenoy
- Love of Lesbian[en]
- Розалія
- Viva Suecia

#### Найкращий португальський виконавець[en]
- Діого Пічарра[en]
- Барбара Бандера[en]
- Blaya[en]
- Кароліна Деландес[en]
- Bispo

#### Найкращий польський виконавець[en]
- Бродка
- Давид Подсядло
- Марґарет
- Наталія Никель[en]
- Taconafide

#### Найкращий російський виконавець
- Елджей
- Pharaoh
- Монеточка
- WE
- Jah Khalib

#### Найкращий угорський виконавець[en]
- Margaret Island[en]
- Follow The Flow
- Wellhello
- Caramel[en]
- Halott Pénz

#### Найкращий ізраїльський виконавець[en]
- Надав Гедж[en]
- Анна Зак[en]
- Ноа Кірел
- Стівен Лейгер
- Peled

### Африка

#### Найкращий африканський виконавець[en]
- Shekhinah[en]
- Тіва Севедж[en]
- Nyashinski
- Фалі Іпупа[en]
- Davido[en]
- Distruction Boyz[en]

### Азія

#### Найкращий індійський виконавець[en]
- Раджа Кумарі[en] та Divine
- Моніка Догра[en] & Curtain Blue
- Skyharbor[en]
- Nikhil
- Big Ri та Meba Ofilia

#### Найкращий японський виконавець[en]
- Daoko[en]
- Glim Spanky[en]
- Little Glee Monster[en]
- Wednesday Campanella[en]
- Yahyel[en]

#### Найкращий корейський виконавець[en]
- Cosmic Girls
- (G)I-dle
- Golden Child
- Loona
- Pentagon

#### Найкращий виконавець Південно-Східної Азії[en]
- Аффан[en]
- Джо Фліццоу[en]
- The Sam Willows[en]
- Slot Machine[en]
- Мін Хан[en]
- IV of Spades[en]
- Twopee Southside

#### "Найкращий виконавець континентального Китаю та Гонконгу"
- Лора Лу[en]
- Стрінгер Чжан
- Silence Wang[en]
- LaLa Hsu[en]
- Alex To[en]

### Австралія та Нова Зеландія

#### Найкращий австралійський виконавець[en]
- Ткай Майдза[en]
- Емі Шарк
- Дін Льюїс[en]
- Peking Duk[en]
- The Rubens[en]

#### Найкращий новозеландський виконавець[en]
- Стен Вокер[en]
- Кімбра
- Mitch James
- Робінсон[en]
- Thomston

### Америка

#### Найкращий бразильський виконавець[en]
- Анітта
- Паблло Віттар
- Людмила[en]
- ALOK[en]
- IZA[en]

#### Найкращий виконавець північної частини Латинської Америки[en]
- Мон Лаферте[en]
- Софія Реєс
- Ha*Ash
- Reik
- Molotov

#### Найкращий виконавець центральної частини Латинської Америки[en]
- J Balvin
- Karol G
- Малума
- Мануель Турісо[en]
- Себастіян Ятра[en]

#### Найкращий виконавець південної частини Латинської Америки[en]
- Duki
- Лалі
- Los Auténticos Decadentes[en]
- Paulo Londra
- TINI

#### Найкращий канадський виконавець
- Дрейк
- Шон Мендес
- The Weeknd
- Алессія Кара
- Arcade Fire

#### Найкращий виконавець Сполучених Штатів[en]
- Аріана Ґранде
- Cardi B
- Post Malone
- Каміла Кабелло
- Imagine Dragons